# NGC 4684
NGC 4684 este o galaxie lenticulară situată în constelația Fecioara. A fost descoperită în 17 aprilie 1784 de către William Herschel. Se află la o distanță de 13,93 megaparseci de Pământ.